# 聖傷

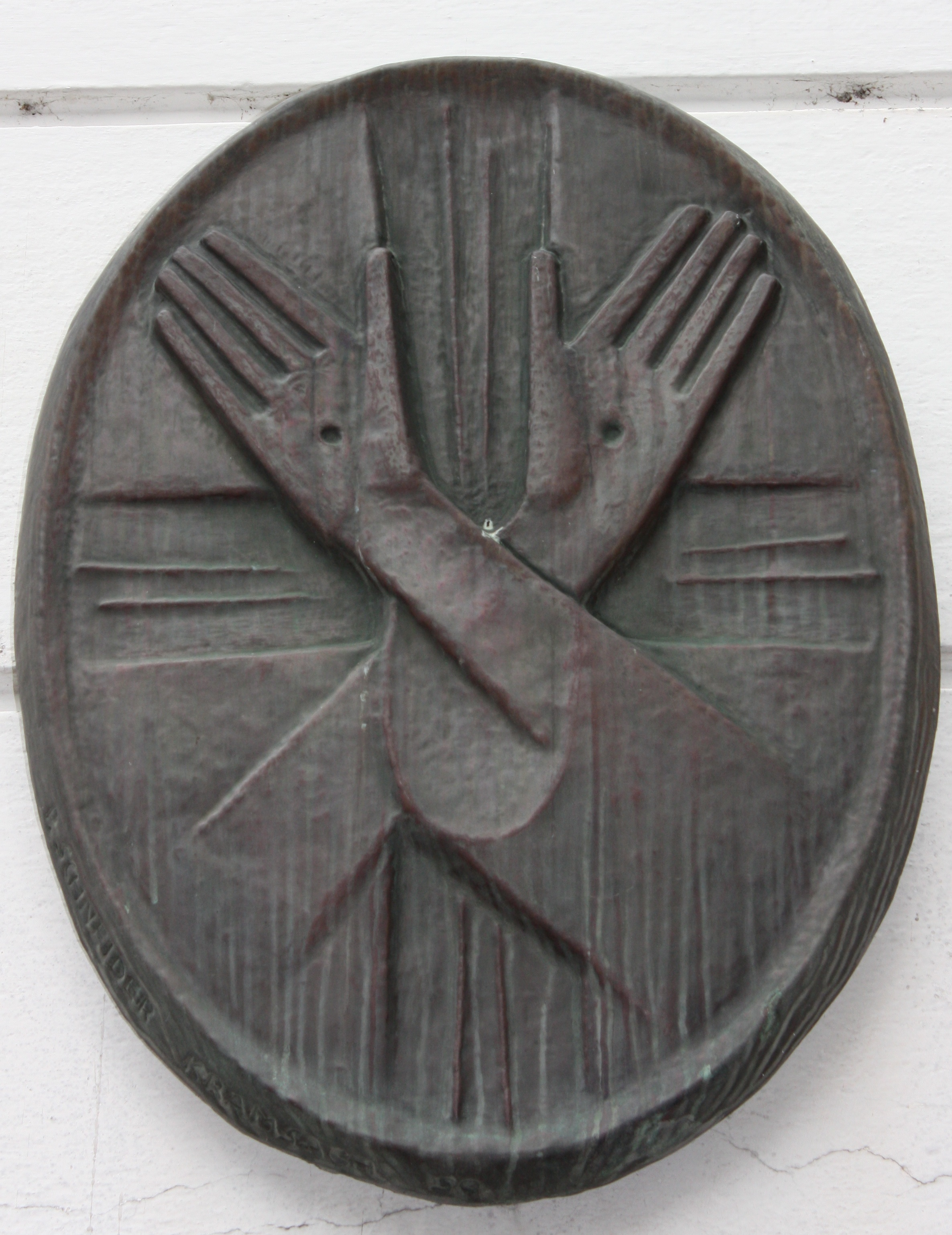
描绘携带圣伤的手, 位于奥地利利恩茨的方济各会教堂

聖傷，又譯聖痕，英文寫作Stigmata，源自希臘文，意思是烙印或紋身的記號。語出加拉太書6章17節：「從今以後，人都不要攪擾我，因為我身上帶著耶穌的印記。」聖傷被認為是超自然現象，因不明原因在基督徒的身上顯現與基督受難時相同的傷口。

## 聖傷的顯像
聖傷顯現的方式因人而異，大部分的案例是教徒的左右手掌與腳踝出現圓形傷口並有不等量的出血現象，但也有個案是顯現在膝蓋、額頭等其他部位或甚至是雙目留下大量血淚等等。而在不同的案例中，有些聖傷沒有任何感覺，有些卻會帶來無比的劇痛。

## 著名的聖傷案例
教會的歷史記錄了七十位聖人的身上有作為標誌著與基督受難和死亡奧跡結合的流血傷口。

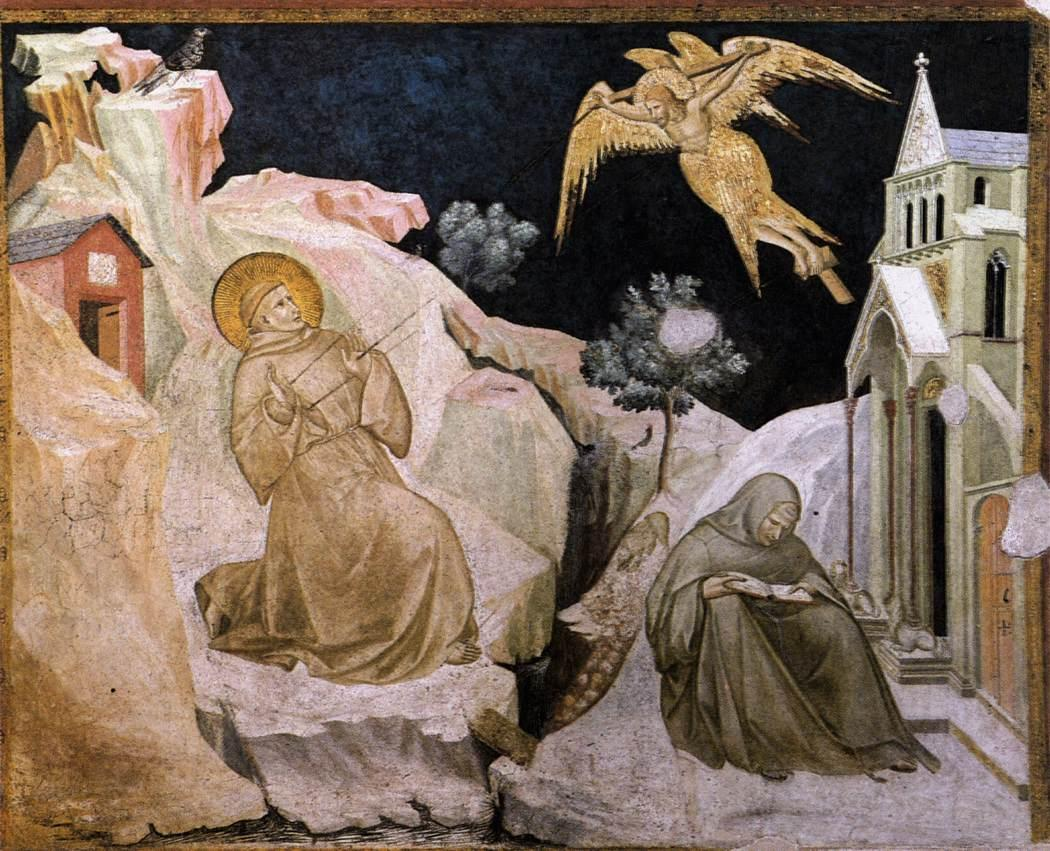
圣方济各受圣伤

### 聖方濟各
世界最早的聖傷發生在十三世紀的聖方濟各的身上。傳說因著天主的聖意安排，在聖彌額爾總領天使的四十天齋期前，天主顯現異相，在他身上印下了耶穌受難時所承受的五傷（即雙手雙腳與右脅）用以感化罪人的硬心，使之痛改前愆而得救恩。聖方濟各的聖傷也是至今為止聖座唯一官方承認的聖傷。

### 聖女愛波芙
聖女愛波芙自從十四歲時，身上就出現了不可思議的聖傷。那年復活節前夕，愛波芙的身上出現了一些奇怪的圖案，酷似十字架的圖案，並且還不斷流著鮮血，但她身體仍然沒有因為流血而有何不適。三十一歲時，左膝蓋處又出現了耶穌的樣貌，經過醫生檢查確定是自然浮現在皮膚上的影像。這些圖案多年來一直留在愛波芙的身上，從未消失過。

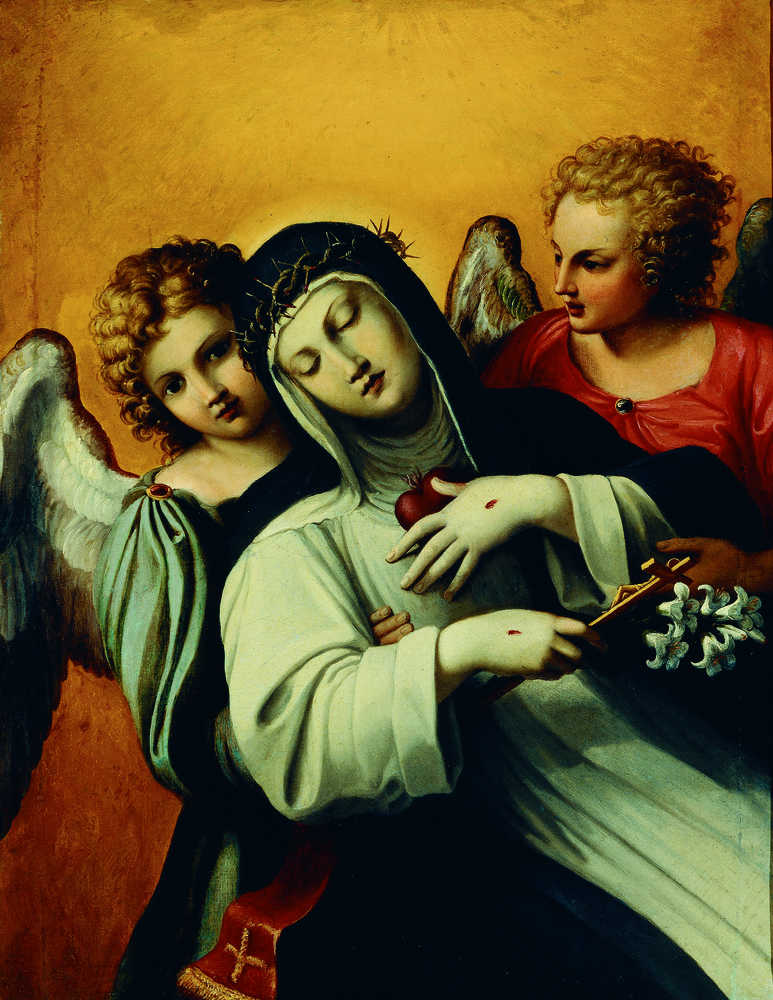
聖加大利納受圣伤

### 聖女大德蘭
雖然聖女大德蘭的身體上沒有外在的聖傷，但她去世後，驗屍報告發現在她的心臟上有五個傷口。她的心臟一直保留到今天，被安放在聖衣會在西班牙阿爾瓦德托梅斯（Alba de Tormes）的女修道院教堂內的聖髑盒內。

## 有關聖傷的爭議
所有聖傷案例都發生在13世紀之後。比约神父在他早期聖職期間也沒提及他有明顯傷痕，直到1911年比约神父在給他神師本篤神父（Padre Benedetto）的通訊中，才提過此經歷有一年之久。
。有人懷疑他用石炭酸自己製造假傷痕 （页面存档备份，存于）。
由於這件事件引起廣大媒體的關注，教會先後請路易吉·羅馬內利醫生（Dr. Luigi Romanelli ）、病理學家埃美柯．比尼阿密醫生(Dr. Amico Bigniami）和喬治奧．費斯達醫生（Dr. Giorgio Festa）檢查傷口。報告證明傷口不可能出於任何病人對自己所造成的行為，亦不是任何內在或外在因素所致，醫學知識無法解釋這些傷口的外觀和病因。

## 相關文艺作品
- 《聖痕鍊金士》
- 電影: 《神蹟魔兆》(Stigmata （页面存档备份，存于）, 或譯《魂飛魄散》)
- 《驅魔少年》(諾亞一族額上均有聖傷)
- 《圣枪修女》
- 《驅魔使者》